# John P. Cochran

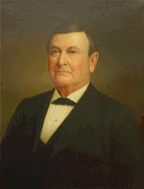
John P. Cochran

John P. Cochran (* 7. Februar 1809 in Middletown, Delaware; † 27. Dezember 1898 ebenda) war ein US-amerikanischer Politiker und von 1875 bis 1879 Gouverneur des Bundesstaates Delaware.

## Frühe Jahre und politischer Aufstieg
John Cochran wuchs als Farmer und Landbesitzer in seiner Heimat auf. Über seine Schulzeit ist wenig bekannt. Im Jahr 1838 trat er als Vertreter des New Castle County dem Finanzgerichtshof von Delaware bei. Dieses Amt übte er acht Jahre lang aus. In den folgenden Jahren widmete er sich wieder seinen privaten Geschäften. Cochran trat erst im Jahr 1874 wieder in das politische Rampenlicht, als er von der Demokratischen Partei als Kandidat für die anstehende Gouverneurswahl nominiert wurde. Die folgende Wahl gewann er mit 53 % der Wählerstimmen gegen Isaac Jump, den Kandidaten der Republikaner.

## Gouverneur von Delaware
John Cochran trat seine vierjährige Amtszeit am 19. Januar 1875 an. In dieser Zeit setzte er sich für die Verbesserung des Schulwesens ein. Damals wurde ein staatlicher Bildungsrat (State Board of Education) ins Leben gerufen und die Position eines Schulrates (State Superintendent of free Schools) geschaffen. Der Vorschlag des Gouverneurs, die Sitzverteilung im Repräsentantenhaus von Delaware neu nach den Bezirken zu ordnen, scheiterte am Widerspruch dieses Gremiums. Cochrans Absicht war es, seinen Heimatbezirk, das New Castle County, in der Legislative zu stärken. Auch unter Gouverneur Cochran wurden der schwarzen Bevölkerung deren Bürgerrechte verwehrt. Dieser Zustand sollte bis in die zweite Hälfte des 20. Jahrhunderts anhalten.

## Weiterer Lebenslauf
John Cochrans Amtszeit als Gouverneur endete am 21. Januar 1879. Danach zog er sich aus der Politik zurück und widmete sich seinen privaten Geschäften. Dabei handelte es sich vorwiegend um landwirtschaftliche Belange. John Cochran starb im Dezember 1898. Er war zweimal verheiratet und hatte aus seiner zweiten Ehe mit Mary Turmlin sechs Kinder. Seine erste Ehe mit Eliza Polk war kinderlos geblieben.